# Cephalotes decoloratus
Cephalotes decoloratus é uma espécie de inseto do gênero Cephalotes, pertencente à família Formicidae.